# George Everard Kidder-Smith

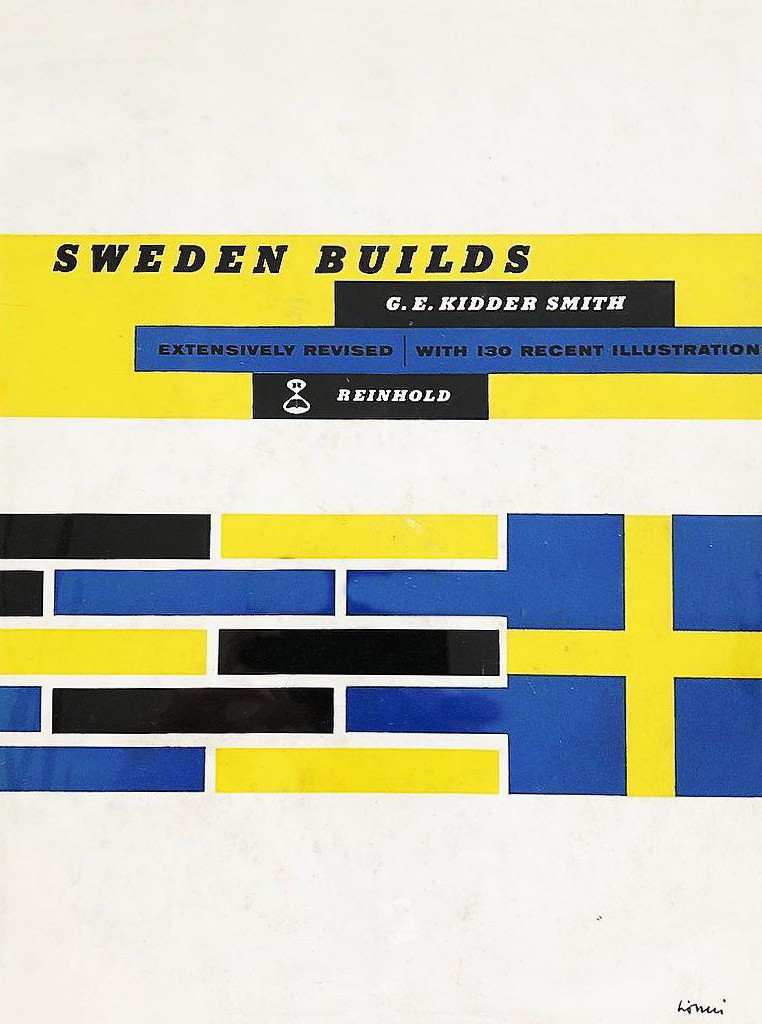
"Sweden Builds" av G.E. Kidder Smith.

George Everard Kidder-Smith (ofta förkortat G.E. Kidder Smith), född 1 oktober 1913 i Birmingham, Alabama, död 8 oktober 1997 i New York, var en amerikansk arkitekturskribent och fotograf. Han blev mest känt för sin bokserie om den moderna arkitekturen med bland annat Sweden Builds som utkom första gången 1950.

## Biografi
Kidder Smith avslutade sin utbildning till arkitekt vid Princeton University 1938 med masterexamen. Under andra världskriget tjänstgjorde han under USA:s marinkår med speciella fotografiska uppdrag. Kidder Smith utgav flera arkitekturböcker som han illustrerade med egna fotografier. Hans första publikation var Brazil Builds som utkom 1943. Det uppföljdes av Switzerland Builds och Italy Builds. 
Sveriges arkitektur väckte hans särskilda intresse. 1941 publicerade Museum of Modern Art (MoMA) fotoboken Pencil Points med undertitel Todays’s Sweden in photographs där Smith var författare och fotograf. Boken inleds med Skogskyrkogården och beskriver bland annat svensk bostadspolitik, bostäder, skolor och industribyggnader. Sweden Builds utkom 1957 och är en redogörelse för svenskt byggande från den äldre, traditionella arkitekturen fram till en omfattande presentation av Sveriges sociala folkhemsarkitektur och byggande. Verket fick god spridning och uppföljdes efter några år av en nyutgåva där bland annat den nybyggda ABC-förorten Vällingby beskrevs utförligt.
The new architecture of Europe utkom 1962. Hans viktigaste verk anses vara Source Book of American Architecture (500 Notable Buildings from the 10th Century to the Present) som han färdigställde 1996.
Kidder-Smith är representerad vid bland annat Museum of Modern Art